# Episodi di Hawaiian Eye (seconda stagione)
La seconda stagione della serie televisiva Hawaiian Eye è andata in onda negli Stati Uniti dal 14 settembre 1960 al 31 maggio 1961 sulla ABC.
| nº | Titolo originale              | Prima TV USA      |
| -- | ----------------------------- | ----------------- |
| 1  | I Wed Three Wives             | 14 settembre 1960 |
| 2  | Princess from Manhattan       | 21 settembre 1960 |
| 3  | With This Ring                | 28 settembre 1960 |
| 4  | Sea Fire                      | 5 ottobre 1960    |
| 5  | Jade Song                     | 12 ottobre 1960   |
| 6  | The Blue Goddess              | 19 ottobre 1960   |
| 7  | White Pigeon Ticket           | 26 ottobre 1960   |
| 8  | Vanessa Vanishes              | 2 novembre 1960   |
| 9  | The Kahuna Curtain            | 9 novembre 1960   |
| 10 | Girl on a String              | 16 novembre 1960  |
| 11 | Kakua Woman                   | 23 novembre 1960  |
| 12 | The Contenders                | 30 novembre 1960  |
| 13 | Swan Song for a Hero          | 7 dicembre 1960   |
| 14 | The Money Blossom             | 14 dicembre 1960  |
| 15 | Services Rendered             | 21 dicembre 1960  |
| 16 | Baker's Half Dozen            | 28 dicembre 1960  |
| 17 | Made in Japan                 | 4 gennaio 1961    |
| 18 | A Touch of Velvet             | 11 gennaio 1961   |
| 19 | Talk and You're Dead          | 18 gennaio 1961   |
| 20 | Robinson Koyoto               | 25 gennaio 1961   |
| 21 | The Manabi Figurine           | 1º febbraio 1961  |
| 22 | Caves of Pele                 | 8 febbraio 1961   |
| 23 | Man in a Rage                 | 15 febbraio 1961  |
| 24 | The Stanhope Brand            | 22 febbraio 1961  |
| 25 | The Trouble with Murder       | 1º marzo 1961     |
| 26 | The Man from Manila           | 8 marzo 1961      |
| 27 | Her Father's House            | 15 marzo 1961     |
| 28 | The Humuhumunukunukuapuaa Kid | 22 marzo 1961     |
| 29 | Don't Kiss Me Good-bye        | 29 marzo 1961     |
| 30 | Dragon Road                   | 5 aprile 1961     |
| 31 | It Ain't Cricket              | 12 aprile 1961    |
| 32 | The Comics                    | 19 aprile 1961    |
| 33 | Father, Dear Father           | 26 aprile 1961    |
| 34 | The Manchu Formula            | 3 maggio 1961     |
| 35 | The Pretty People             | 10 maggio 1961    |
| 36 | The Big Dealer                | 17 maggio 1961    |
| 37 | Maid in America               | 24 maggio 1961    |
| 38 | A Taste for Money             | 31 maggio 1961    |

## I Wed Three Wives
- Prima televisiva: 14 settembre 1960

### Trama
- Guest star: Tommy Farrell (Cy Bliss), Jeanne Baird (Nora Hamilton), Douglas Mossman (Moke), Barney Phillips (Henry Bunker), Ray Danton (Mark Hamilton), Efrem Zimbalist Jr. (Stu Bailey), Roger Smith (Jeff Spencer), Kasey Rogers (Mavis Hamilton), Lenore Roberts (Sharon Hamilton), Rush Williams (Hondine)

## Princess from Manhattan
- Prima televisiva: 21 settembre 1960

### Trama
- Guest star: Ralph Hanalei (Teo), Mel Prestidge (tenente Danny Quon), Rush Williams (Roy Hondine), Sandra Edwards (Mele), John Van Dreelen (Prince Abdur Rahman), Janet Lake (Irene), Robert Ellenstein (Mahmed), David Janti (Steward), Jan Arvan (capitano), Douglas Mossman (Moke), Andre Philippe (Paul the M.C.)

## With This Ring
- Prima televisiva: 28 settembre 1960

### Trama
- Guest star: Terry Burnham (Patty Seldon), Phyllis Coates (Laura Seldon), Mel Prestidge (tenente Danny Quon), Roger Mobley (Stevie Hughes), Paul Richards (Peter Hughes), Ruta Lee (Stella Hughes), Tiko Ling (receptionist)

## Sea Fire
- Prima televisiva: 5 ottobre 1960

### Trama
- Guest star: Joan Staley (Kiana), Keone (Keoki), Karyn Kupcinet (impiegato), Don C. Harvey (Hawkins), Andra Martin (Angie Nelson), Anthony Caruso (Mike Carideo), Fred Beir (Alex Nelson), John Marley (Lou Carideo), Mel Prestidge (tenente Danny Quon), Tiki Santos (Ele)

## Jade Song
- Prima televisiva: 12 ottobre 1960

### Trama
- Guest star: Andre Philippe (Paul the Emcee), Douglas Mossman (Moke), Leon Lontoc (George Kawina), Justice Watson (Ainsworth), Lisa Lu (Lin Ming), John Kellogg (Lorkman), George Takei (Yen Fu), James Hong (Wang Hai), Berry Kroeger (Willard Young), Sandra Edwards (Mele), Carole Chung (Cable Clerk)

## The Blue Goddess
- Prima televisiva: 19 ottobre 1960

### Trama
- Guest star: Philip Ahn (Mr. Sun), Burt Douglas (Harmon Kane), Sam Rawlins (Bert), Karen Parker (Bubbles), Suzanne Lloyd (Sharon Dunlap), Karl Swenson (Martin Dunlap), Douglas Mossman (Moke), Anne Seymour (Mona Harmon Kane), Andre Philippe (Paul the Emcee)

## White Pigeon Ticket
- Prima televisiva: 26 ottobre 1960

### Trama
- Guest star: Harry Jackson (Rick Mason), Gale Garnett (Joyce Gilbert), Ralph Hanalei (Teo), Joseph Julian (Pigeon Peters), Warren Stevens (Ed Leggett), Joan Marshall (Edith Mason), Linda Ho (Akela)

## Vanessa Vanishes
- Prima televisiva: 2 novembre 1960

### Trama
- Guest star: Weaver Levy (impiegato dell'hotel), Victor Sen Yung (Al), Douglas Mossman (Moke), Paul Trinka (Lennie), Mary Tyler Moore (Vanessa Kinard), Robert Lowery (Cy Hanaford), Phillip Terry (Ray Kinard), Linda Watkins (Vivienne Kinard), Lloyd Kino (Nishimaka), Carolyn Komant (Marcia Richmond), Robert Colbert (Pete Staley), Max Baer Jr. (Bill Gorham), Mel Prestidge (tenente Danny Quon), Gerald Jann (Akini)

## The Kahuna Curtain
- Prima televisiva: 9 novembre 1960

### Trama
- Guest star: James Almanzar (Kawiki), Rush Williams (Roy Hondine), Bob Okazaki (Pupule Pete), Clifford Kawada (Ele), Shirley Knight (Jennifer Morgan), Chad Everett (Mark), Lyle Talbot (George Wallace), Douglas Mossman (Moke), Mel Prestidge (tenente Danny Quon), Karen Parker (Bubbles)

## Girl on a String
- Prima televisiva: 16 novembre 1960

### Trama
- Guest star: Douglas Mossman (Moke), Joan Staley (Sandra), Andre Philippe (Paul the Emcee), Carolyn Komant (Kini), Linda Lawson (Mona Lynn), John Alderman (Michel Dalli), Edgar Stehli (Louis Dalli), Mel Prestidge (tenente Danny Quon), Bob Baker

## Kakua Woman
- Prima televisiva: 23 novembre 1960

### Trama
- Guest star: James Almanzar (Paulo), Mel Gaines (Marty), Maura McGiveney (Ginger), Bernie Gozier (George Alika), Mike Road (Ed Grimes), Stella Stevens (Carol Judd), Anita Loo (Dora Grimes), Mel Prestidge (tenente Danny Quon), John Zaccaro (Pete Nobriga), John Zaremba (John Ramsey), S. John Launer (dottore), Miel Saan (Lola)

## The Contenders
- Prima televisiva: 30 novembre 1960

### Trama
- Guest star: Jered Barclay (Dado), Douglas Mossman (Moke), John Indrisano (Brownie), Michael Pataki (Bobo), Myrna Fahey (Laura Steck), Frank DeKova (Pete Dailey), Jimmy Murphy (Joey Steck), Weaver Levy (George Moon), Warren Oates (Al), Keone (Duke Gallipo), Frankie Van (arbitro)

## Swan Song for a Hero
- Prima televisiva: 7 dicembre 1960

### Trama
- Guest star: Charles Arnt (Fleems), Douglas Mossman (Moke), Richard Long (Rex Randolph), Sue England (receptionist), John Van Dreelen (Otto Von Helgren), Robert Lowery (Abner Dexter), Jean Allison (Mary Potts), Anna Lee (Holly Morrison), Dan Tobin (Timmy Yarborough), Paul Dubov (Philip Houser), Mel Prestidge (tenente Danny Quon), Edd Byrnes (Kookie Kookson)

## The Money Blossom
- Prima televisiva: 14 dicembre 1960

### Trama
- Guest star: John Baer (Alan Terry), Olive Sturgess (Nina McKay), Mel Prestidge (tenente Danny Quon), Bill Quinn (Eric McKay), Gerald Mohr (Martin Haney), Jean Willes (Olivia McKay), Douglas Mossman (Moke)

## Services Rendered
- Prima televisiva: 21 dicembre 1960

### Trama
- Guest star: Judy Dan (Kelly Chou), Anita Sands (Bonnie), Bob Okazaki (Mordecai), Douglas Mossman (Moke), Leslie Parrish (Marcella), Bartlett Robinson (Ellis P. Adams), S. John Launer (Frank Carter Bell), Michael Pate (Joe Gordon), Grant Williams (Greg MacKenzie)

## Baker's Half Dozen
- Prima televisiva: 28 dicembre 1960

### Trama
- Guest star: John Clarke (Jablonsky), Karen Parker (Bubbles), Grant Williams (Greg MacKenzie), Tiko Ling (Lapule), Kaye Elhardt (Dody Baker), Lee Kinsolving (Johnny Randolph), Gary Conway (Kirk Lindstron), Joseph Gallison (Jerry Ward), Asa Maynor (Jean Norris), Mel Prestidge (tenente Danny Quon), Douglas Mossman (Moke), Anita Sands (Bonnie), Peter Breck (Lou Norris)

## Made in Japan
- Prima televisiva: 4 gennaio 1961

### Trama
- Guest star: Reiko Sato (cassiere), Napua Wood (Mrs. Hokalawi), Louis P. Akau (tassista), Gene Benton (Jackson), Anne Whitfield (Jennie), Frank Ferguson (capitano Joe), Brad Dexter (MacKay), Russ Conway (Boyle), Ralph Bell (Burney), Kasey Rogers (Marilyn), Karyn Kupcinet (Melanie), Tiki Santos (Mr. Hokalawi), Grant Williams (Greg MacKenzie)

## A Touch of Velvet
- Prima televisiva: 11 gennaio 1961

### Trama
- Guest star: Robert Hutton (Raymond Brewster), Sharon Hugueny (Ellie Collins), Laurie Mitchell (Peaches Melba), Catherine McLeod (Mrs. Moreland-Smith), Grant Williams (Greg MacKenzie), Richard Davalos (Mickey Marden), Clarke Gordon (Gordon Montagne), Sterling Mossman and the Barefoot Gang (loro stessi)

## Talk and You're Dead
- Prima televisiva: 18 gennaio 1961

### Trama
- Guest star: Miki Kato (Milliama), Hideo Inamura (Eka Mauli), Paul Mantee (Haalee), Mokihana Kiaaina (Alika), Grant Williams (Greg MacKenzie), Tol Avery (Walters), Walter Burke (Kilgore), Lisa Gaye (Lala), Jackson Halliday (impiegato dell'hotel), Ken Terrell (Paulo)

## Robinson Koyoto
- Prima televisiva: 25 gennaio 1961

### Trama
- Guest star: Grant Williams (Greg MacKenzie), Julie Adams (Gloria Matthews), Lloyd Kino (Herata)

## The Manabi Figurine
- Prima televisiva: 1º febbraio 1961

### Trama
- Guest star: Gordon Jones (Elmer Dodie), John Holland (Mr. Kendall), Paula Raymond (Abby Deering), Ronald Long (Harry Becker), Grant Williams (Greg MacKenzie), Mel Prestidge (tenente Danny Quon), Mike Road (Bill Sinclair)

## Caves of Pele
- Prima televisiva: 8 febbraio 1961

### Trama
- Guest star: Ngarua (Kama), Robin Lory (U. Drive Attendant), Ethel K. Reiman (Peleka), Warren Parker (Minister), Grant Williams (Greg MacKenzie), Kathleen Case (Helen), Mark Damon (Carl Wakila), Claire Griswold (Maria Proctor), Robert Ivers (Harvey Cross), John Zaccaro (tenente Nobriga)

## Man in a Rage
- Prima televisiva: 15 febbraio 1961

### Trama
- Guest star: Robert Colbert (Mike Laszlos), Grant Williams (Greg MacKenzie), Cloris Leachman (Ginny Whittier), Susan Crane (Rosa), Joan Tompkins (turista)

## The Stanhope Brand
- Prima televisiva: 22 febbraio 1961

### Trama
- Guest star: Arch Johnson (Ben Stanhope), May Heatherly (Julie Talbot), Mokihana (Liilii), Leon Lontoc (negoziante), Grant Williams (Greg MacKenzie), Frank Cady (Harvey Gamson), Robert Clarke (Mark Ellis), Gary Conway (Mitch), Grace Gaynor (Ellen Moore), Lee Van Cleef (Manuel)

## The Trouble with Murder
- Prima televisiva: 1º marzo 1961

### Trama
- Guest star: Arthur Franz (Harry Lytton), Corey Allen (Ken Grimes), Linda Ho (receptionist), Gale Garnett (Kiana Soong), Grant Williams (Greg MacKenzie), Ruta Lee (Laura Lytton)

## The Man from Manila
- Prima televisiva: 8 marzo 1961

### Trama
- Guest star: Douglas Mossman (Moke), Robert Kino (Martin Fong), Andre Philippe (Paul the Emcee), Mel Prestidge (tenente Danny Quon), Jean Gillespie (Joanna Symes), Kent Taylor (Adam Kendricks), Boyd Holister (Artie Jensen), John Marley (Roger Porter), Robert Karnes (Walter Krohl), Grant Williams (Greg MacKenzie)

## Her Father's House
- Prima televisiva: 15 marzo 1961

### Trama
- Guest star: Nora Marlowe (Annie Doud), Karyn Kupcinet (receptionist), Rebecca Welles (Vera Ormsby), Edo Mita (Saito), Grant Williams (Greg MacKenzie), Ellen Davalos (Lily Shung), Isobel Elsom (Mrs. Vanalden), Craig Hill (Neil Ormsby), Bill Zuckert (Harper)

## The Humuhumunukunukuapuaa Kid
- Prima televisiva: 22 marzo 1961

### Trama
- Guest star: Bert Convy (David Stone), Grant Williams (Greg MacKenzie), Adrienne Marden (Julie Syms), Anne Helm (Jenny Drake), Nancy Valentine (Pat)

## Don't Kiss Me Good-bye
- Prima televisiva: 29 marzo 1961

### Trama
- Guest star: Anita Loo (Ellen Lee), Gerald Jann (Impiegato di corte), Bob Okazaki (giudice), Patrick Miller (Hennessy), Mel Prestidge (tenente Danny Quon), Douglas Mossman (Moke), Norman Alden (Monty Andrews), Merry Anders (Kitty Todd), Lillian Bronson (Mrs. Barry), Ronnie Dapo (Roger), Harry Jackson (Fletcher Dykes), Mary Patton (Amalia Courtwright)

## Dragon Road
- Prima televisiva: 5 aprile 1961

### Trama
- Guest star: Allen Jung (Mr. Yang), Warren Hsieh (Yano), Weaver Levy (Woon Sing), May Lee (Lia Soong), Mel Prestidge (tenente Danny Quon), Victor Buono (Raul Malegra), Frances Fong (Men Yang), Alan Hale Jr. (Big Mac McConnell), James Hong (Hop Toy), Justice Watson (Sir Basil Weatherton)

## It Ain't Cricket
- Prima televisiva: 12 aprile 1961

### Trama
- Guest star: Karyn Kupcinet (Maila), Clifford Kawada (Karp), Gigi Perreau (Tina Robertson), Douglas Mossman (Marty), Mel Prestidge (tenente Danny Quon), Sheldon Allman (Rawley), Peter Breck (Johnny Arnold), Bill Saito (Ling)

## The Comics
- Prima televisiva: 19 aprile 1961

### Trama
- Guest star: Andre Philippe (Paul the Emcee), Douglas Mossman (Marty), Marie Windsor (Iris Landon), Mel Prestidge (tenente Danny Quon), Joe Flynn (Bunny White), William Kendis (Chris Lewis), Mokihana (Liilii), Mary Tyler Moore (Joan White), H. M. Wynant (Pete Anders)

## Father, Dear Father
- Prima televisiva: 26 aprile 1961

### Trama
- Guest star: Robert Carson (Ray Walker), Gail Bonney (infermiera), Lawrence Dobkin (Frank Appleton), Crahan Denton (Ed Gibson), Mel Prestidge (tenente Danny Quon), Douglas Mossman (Moke), Judy Bamber (Beulah Mae Willey), Jim Boles (George Cross), Carol Kikumura (cameriera)

## The Manchu Formula
- Prima televisiva: 3 maggio 1961

### Trama
- Guest star: George Takei (Larry Chang), Mel Prestidge (tenente Danny Quon), Philip Ahn (Li), John Hubbard, Leonard Strong, Mokihana, Douglas Mossman (Moke), Lisa Lu (Mme. Tsu-Yin), Beulah Quo, Jack Kosslyn (reporter), John Wengraf (Mr. Duval)

## The Pretty People
- Prima televisiva: 10 maggio 1961

### Trama
- Guest star: Andrea King (Dorrie Breedlove), John Gabriel (Derek Demarest), Maria Palmer (Greta Morgen), Peter Leeds (Skip Shanley), Makee K. Blaisdell (sergente Alika), Tom Drake (Radford Taylor), Carl Esmond (Von Steuben), Mel Prestidge (tenente Danny Quon)

## The Big Dealer
- Prima televisiva: 17 maggio 1961

### Trama
- Guest star: James Lanphier (Eddie Greerson), Robert Kino (Mr. Song), Jacqueline Ravell (Lulu), Maureen Leeds (Sue Laona), Mel Prestidge (tenente Danny Quon), Douglas Mossman (Moke), Max Baer Jr. (Ali), Dyan Cannon (Julie Brent), Stephen Coit (Gilbert Lynch), John Van Dreelen (Hilary Kane)

## Maid in America
- Prima televisiva: 24 maggio 1961

### Trama
- Guest star: Douglas Mossman (Moke), Anita Loo (Lan-Chih), Kathleen Schloon (Ekela), J. Pat O'Malley (Raymond), Grant Williams (Greg MacKenzie), Mel Prestidge (tenente Danny Quon), Aki Aleong (Sam Sheong), George Keymas (Geiger), H.T. Tsiang (Sheng)

## A Taste for Money
- Prima televisiva: 31 maggio 1961

### Trama
- Guest star: Shary Marshall (Paula), Robert Colbert (Charles Quinford), Mel Prestidge (tenente Danny Quon), Douglas Mossman (Moke), Vaughn Taylor (Monfreedy)